# Can Feliuà
Can Feliuà és una masia del poble de Bigues, en el terme municipal de Bigues i Riells, a la comarca catalana del Vallès Oriental.
Es troba en el sector central-nord del terme, al nord-est de Vallroja i el Pla, al nord de Can Piler i a migdia de Can Torroella, a ponent del Coll Ventós i a llevant de Can Prat de la Riba. És a l'esquerra del torrent de la Font de la Guilla i a migdia de la Font de la Guilla.
Es tracta d'una construcció contemporània, del segle xx.
Està inclosa a l'«Inventari de patrimoni cultural» i en el Catàleg de masies i cases rurals de Bigues i Riells.